# ヘキサデカン
ヘキサデカン (hexadecane) は炭化水素の一種で、炭素が16連なった直鎖アルカン。分子式は C16H34。沸点287℃。融点18.2℃。異性体の数は10359。
かつてはセタン（cetane）と呼ばれていた。これは誘導体のセチルアルコールにちなむが、さらに遡るとセチルアルコールの原料であるクジラの学名ケートゥス（Cetus）に由来する。